# Blackout (canción de Breathe Carolina)
Blackout —en español: Apagón— es una canción de electrónica estadounidense de rock dúo de Breathe Carolina. Es el primer sencillo de su tercer álbum de estudio Hell Is What You Make It. Fue escrito por David Schmitt y Kyle Incluso mientras que la producción estuvo a cargo de Ian Kirkpatrick. Grabado entre finales de 2010 y principios de 2011, fue una de las primeras canciones grabadas para el álbum. El 22 de diciembre de 2010, un fragmento de la canción fue visto de antemano en un vídeo de YouTube por Fearless Records. Se estrenó a través de MTV Buzzworthy el 13 de junio de 2011, mientras estaba disponible para descarga digital el día siguiente. Musicalmente, "Blackout" es una canción dance-pop y el electropop que es una reminiscencia de la música pop de finales de 1980. Líricamente, la canción es acerca de la intoxicación y la fiesta.

## Antecendetes y composición
La canción fue escrita por David Schmitt, Kyle y Simon Wilcox Incluso mientras que la producción estuvo a cargo de Ian Kirkpatrick, y fue la primera canción escrita para el álbum. Al describir el proceso de escritura de la canción, incluso dijo que la canción es "una canción que hemos creado. estamos muy ecléctica, y sin duda hacer lo que queramos ". fue grabado en Los Ángeles, California en 2010. El 22 de diciembre de 2010, un fragmento de la canción fue visto de antemano por Fearless Records, sin embargo, el nombre de la canción no se dio. Se estrenó a través de MTV Buzzworthy el 13 de junio de 2011, mientras que está disponible para la televisión digital descargar el día siguiente.
Musicalmente, "Blackout" es una canción dance-pop y el electropop que cuenta con una "línea de bajo resoplando" y "golpes enérgicos", mientras que las voces de Schmitt se han descrito como "nasal". La canción también ha sido dicho para ser una reminiscencia de la música pop de finales de la década de 1980. también se ha descrito como tener fuertes influencias del punk pop, y ha sido comparado con la música de Cobra Starship. Líricamente, la canción menciona las referencias a la intoxicación por alcohol y las fiestas, cantando "I'm only getting started/I won't blackout" ("Yo sólo estoy comenzando / no lo haré apagón") en todo el coro.

## Video musical
El video musical de la canción se estrenó el 20 de septiembre de 2011 canal oficial del dúo VEVO a través de YouTube. Se rodó durante el verano de 2011 en Los Ángeles, California. Incluye fotografías del dúo actuando en directo con su banda, mientras que también incluye secuencias del grupo de "fiesta" y "meterse en problemas". Desde entonces, ha puesto en MTV's 10 On Top list.
Un video de la lírica fue subido también en el canal oficial de YouTube del dúo y desde entonces ha ganado más de 9 millones de visitas.

## Presentaciones en vivo
El dúo interpretó "Blackout" en Jimmy Kimmel Live! el 16 de junio de 2011 en su actuación por televisión por primera vez. El dúo también se realizó en The Daily Habit.

## Otros medios
La canción fue utilizada en 2011 de los Spike Video Game Adwards, cuando Batman: Arkham City recibieron el premio de "Mejor Acción Aventura" del juego. También fue utilizado en una promoción de WWE Monday Night Raw para el 12 de diciembre de 2011. 
Será utilizada en la versión australiana de FIFA Street.

## Lista de canciones
Versión single
1. "Blackout" - 3:28

Blackout: The Remixes EP
1. "Blackout (Wideboys Remix)" – 6:17
2. "Blackout (Tommy Noble Remix)" – 4:08
3. "Blackout (Big Chocolate Remix)" – 5:06
4. "Blackout (Tek-One Remix)" - 3:46

## Posicionamiento en listas
| Listas (2011-12)                       | Mejor posición |
| -------------------------------------- | -------------- |
| Canadá (Canadian Hot 100)              | 94             |
| Letonia (European Hit Radio)           | 10             |
| Nueva Zelanda (Recorded Music NZ)      | 32             |
| Escocia (Scottish Singles Sales Chart) | 20             |
| Reino Unido (UK Dance Chart)           | 3              |
| Reino Unido (UK Indie Chart)           | 1              |
| Reino Unido (UK Singles Chart)         | 21             |
| Estados Unidos (Billboard Hot 100)     | 32             |
| Estados Unidos (Hot Dance Club Songs)  | 25             |
| Estados Unidos (Mainstream Top 40)     | 17             |
| Estados Unidos (Adult Top 40)          | 39             |